# Dolphin Blue
Dolphin Blue (ドルフィンブルー) est un jeu développé et édité par Sammy sorti au Japon le 5 août 2003 sur Arcade via le système Atomiswave,.

## Gameplay
Dolphin Blue est un shoot 'em up à scrolling horizontal similaire à la série Metal Slug. Le jeu se déroule en 2D avec des éléments de décors et des boss réalisés en 3D. Le joueur progresse dans des décors terrestres et également dans des niveaux aquatiques et sous-marins,. Les commandes arcade se déclinent en trois boutons et un joystick pour les déplacements. Le bouton A est utilisé pour attaquer avec une arme, le bouton B pour sauter et le bouton C permet d'exécuter une attaque spéciale. 
Selon l'environnement, le bouton C varie légèrement, si le joueur évolue dans un niveau terrestre, il jettera une bombe, s'il est sur l'eau, le dauphin qui l'accompagne réalisera une attaque chargée et s'il est dans l'eau, le dauphin attaquera les ennemis avec une charge tournante. Pour utiliser l'attaque spéciale, une barre est affichée au bas à gauche de l'écran pour signaler au joueur quand il a la possibilité de l'utiliser. Deux niveaux de jauge sont disponibles, une fois la jauge vide, elle se remplit indépendamment. Comme la plupart des jeux du genre, Dolphine Blue affiche d'autres éléments à l'écran tels que le score, le nombre de vie ou encore le temps restant pour compléter le niveau. Le jeu permet de jouer à deux joueurs simultanément, deux personnages sont alors proposés : Erio et Anne. Le système de classement de Dolphin Blue se calcule par le nombre total de médailles ramassées à la fin d'un niveau, un écran affiche plusieurs statistiques dont les médailles récoltées.
Les armes à feu du jeu se constituent d'un fusil basique, d'une Mitrailleuse Gatling, d'explosifs, de missiles à tête chercheuse et d'une arme puissante qui inflige de gros dégâts. Le joueur débute avec une arme basique, les autres armes apparaissent après avoir éliminé un ennemi, elles sont représentées par des panneaux avec le nom de l'arme (« Melt Gun », « Hyper Gatling », « Gatling Gun », « Fire Cracker »,  « Valkyrie Missile » et « Missile LCN »). Chaque arme dispose de munitions limitées, les missiles sont par exemple limitées à 20 munitions et les gatling à 170.